# Acquaviva Picena
Pour les articles homonymes, voir Acquaviva.
Acquaviva Picena une commune italienne d'environ 3 720 habitants, située dans la province d'Ascoli Piceno, dans la région des Marches, en Italie centrale.

## Histoire
L'histoire d'Acquaviva Picena est intimement liée à la famille Acquaviva, qui obtinrent les fiefs de Sant'Omero et de Garrufo, avant de devenir les ducs d'Atri.

## Administration
| Période                                  | Période  | Identité             | Étiquette | Qualité  |
| ---------------------------------------- | -------- | -------------------- | --------- | -------- |
| 28 mai 2002                              | En cours | Tarcisio Infriccioli | sans      | retraité |
| Les données manquantes sont à compléter. |          |                      |           |          |

### Hameaux
Abbadetta, Casaricca, Forola, Madonna delle Piane, Quercia, Sant'Angelo

### Communes limitrophes
Grottammare, Monsampolo del Tronto, Monteprandone, Offida, Ripatransone, San Benedetto del Tronto